# Brock Adams
Brock Adams (Atlanta, 1927. január 13. - Stevensville, 2004. szeptember 10.) az Amerikai Egyesült Államok szenátora (Washington, 1987–1993).